# Whatitiri Corona
Whatitiri Corona est une corona, formation géologique en forme de couronne, située sur la planète Vénus par -83° S et 140° E. Elle est localisée dans le quadrangle d'Hurston. Elle a été nommée en référence à Whatitiri, déesse ancêtre des Maori, grand-mère. 

## Géographie et géologie
Whatitiri Corona couvre une surface circulaire d'environ 300 km de diamètre. 